# 富山清琴
富山 清琴（とみやま せいきん）は地唄・生田流箏曲の家元である。現在は二代目を数える。

## 初代
富山 清翁（とみやま せいおう、1913年10月5日 - 2008年9月3日）は文化功労者である。
大阪生まれ。本名・八田清治。1歳で失明。4歳で富永敬琴に入門。1926年、富山清琴を名乗り1927年に敬琴が没すると上京、富崎春昇に入門する。1948年、独立し家元。古曲の伝承のほか「防人の賦」（1944）など作曲も多い。1969年に人間国宝、1987年に日本芸術院賞受賞、1988年に日本芸術院会員、1993年に文化功労者。2002年、勲二等瑞宝章受章。2000年、名を長男に譲り清翁を名乗る。作品に「富山清琴 地歌の世界」「富山清琴 箏曲・地歌の世界」「富山清琴 箏・三弦・胡弓の世界」「富山清琴 歌と語りの世界」「富山清琴 端歌の世界」「富山清琴 創作の世界」などがある。

## 2代目
1950年6月11日、初代の長男として東京に生まれる。本名・八田清隆。1973年、東京芸術大学音楽学部邦楽科卒業。1983年、お茶の水女子大学講師を務め現在に至る。1986年、文化庁芸術祭賞受賞（1989年、1991年にも同賞受賞）。2000年、富山清琴を襲名、家元を継承。2004年、日本芸術院賞受賞。2009年、重要無形文化財の保持者（人間国宝）に認定。2011年6月、紫綬褒章を受章。